# Kaiser-Frazer

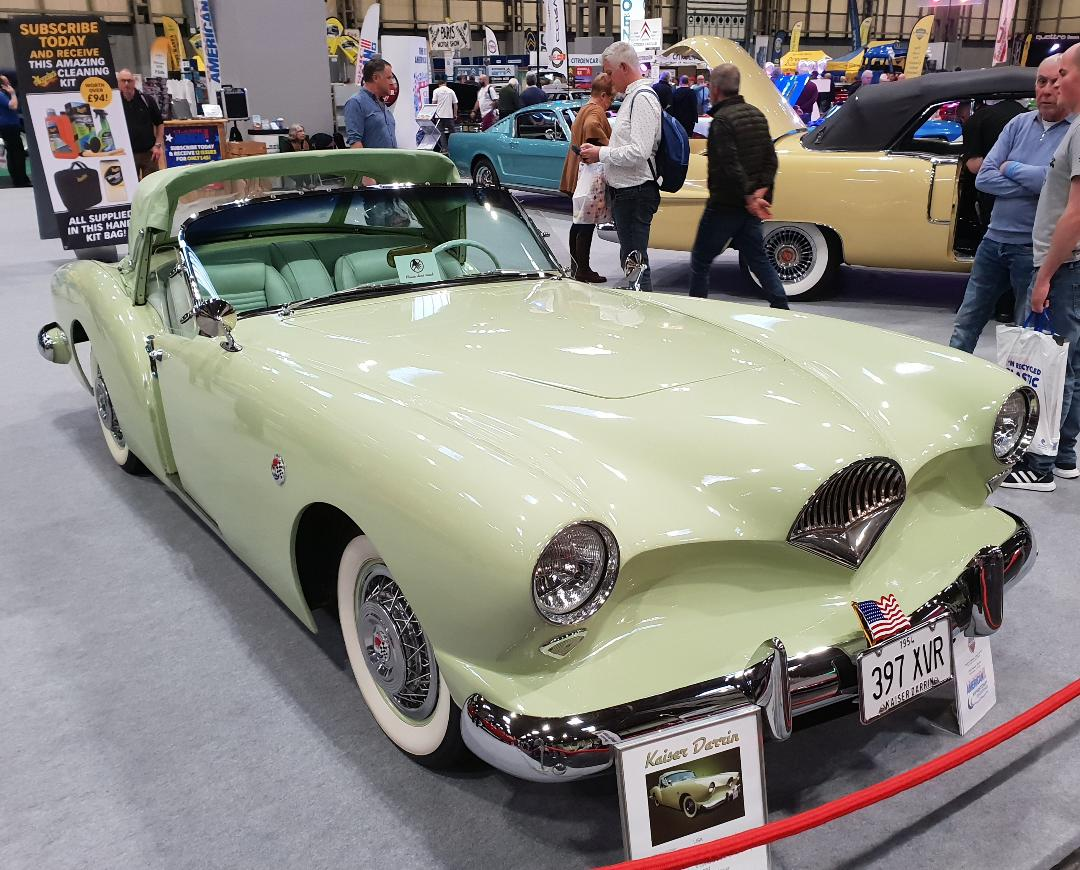
Kaiser Darrin (1954)

A Kaiser-Frazer Corporation amerikai autógyártó cég, amelyet Henry J. Kaiser iparos és Joseph W. Frazer autóipari vezető közösen alapított 1945-ben. 1947-ben a cég megvásárolta a Graham-Paige autóipari eszközeit, amelynek Frazer lett az elnöke a második világháború végén. A Kaiser-Frazer egyike volt azon kevés amerikai autógyártóknak, amelyek sikereket értek el a második világháború után, ha csak néhány évre is. Joseph W. Frazer 1949-ben távozott a cégtől, az elnöki poszton Henry fia, Edgar F. Kaiser váltotta.
1953-ban a Kaiser megvásárolta a gyengélkedő Willys-Overland céget, főként annak Jeep márkája miatt, és egyesítette a Kaiser és a Willys tevékenységét Kaiser-Willys Corporation néven. A Willys-Overland fióktelepet átnevezték Willys Motorsra, majd tíz évvel később, 1963-ban átnevezték Kaiser Jeepre.

## Történelem

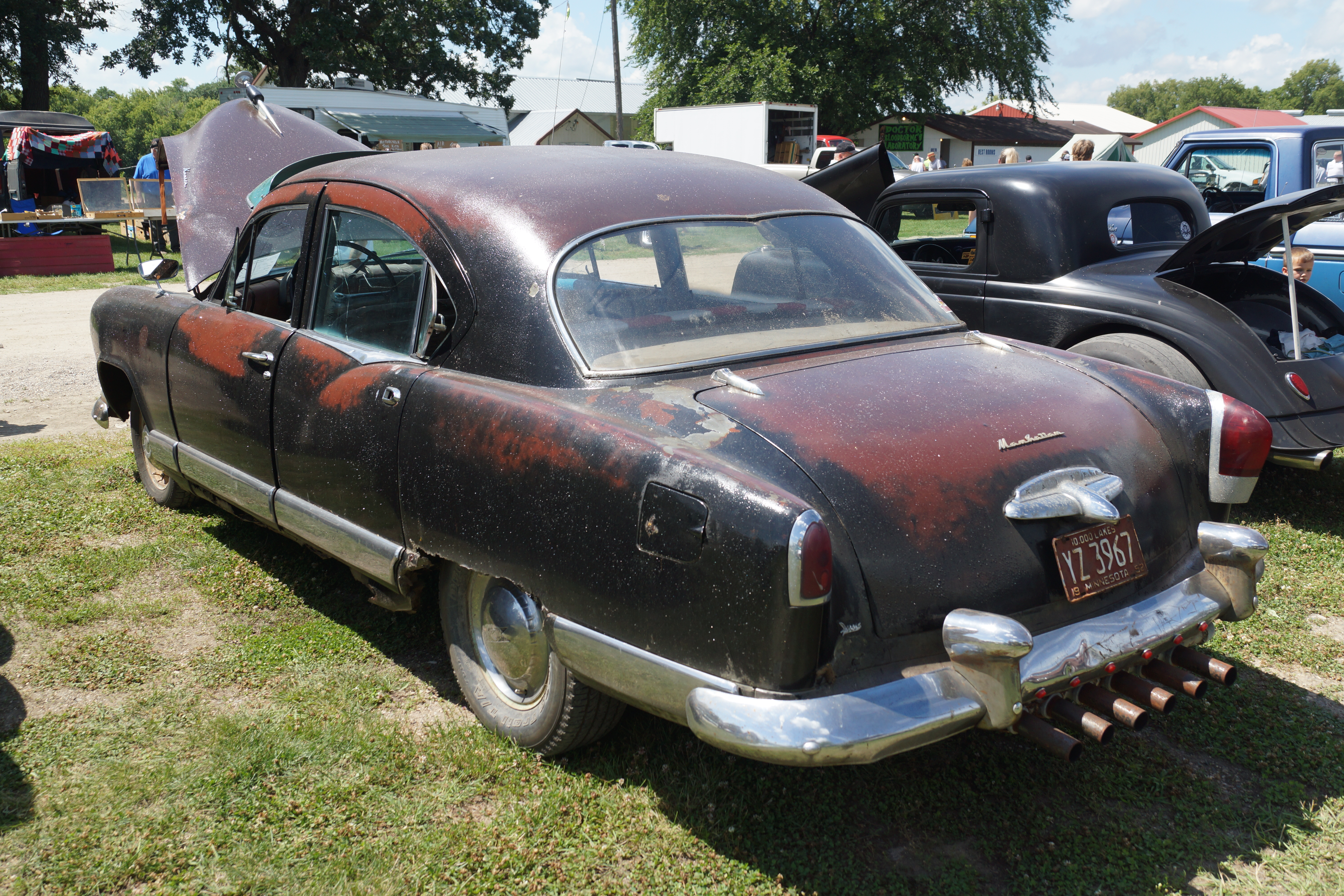
Kaiser Manhattan (1952)

A céget 1945. július 25-én alapították, és 1946-ban a Kaiser-Frazer bemutatta két új autójának prototípusait a New York-i Waldorf Astoria Hotelben. A Kaiser fejlett elsőkerék-hajtású, míg a Frazer egy előkelő, hagyományos hátsókerék-hajtású autó volt. A gyártási költségek és a fejlesztési idők korlátai azonban megakadályozták, hogy az elsőkerék-hajtás gyártásba kerüljön, így az új, 1947-es modellév Kaiser és Frazer szedánjai megosztották karosszériájukat és hajtásláncukat. Mivel az első újonnan tervezett autók közé tartoztak a piacon, miközben a „Nagy Hármas” (General Motors, Ford Motor Company, Chrysler Corporation) még háború előtti modelljeit forgalmazta, a Kaisers és a Frazers izgalmas belépőt jelentett. Kaiser és Frazer 1950-ig folytatta a karosszéria és a motor megosztását, különböző külső és belső díszítéssel.

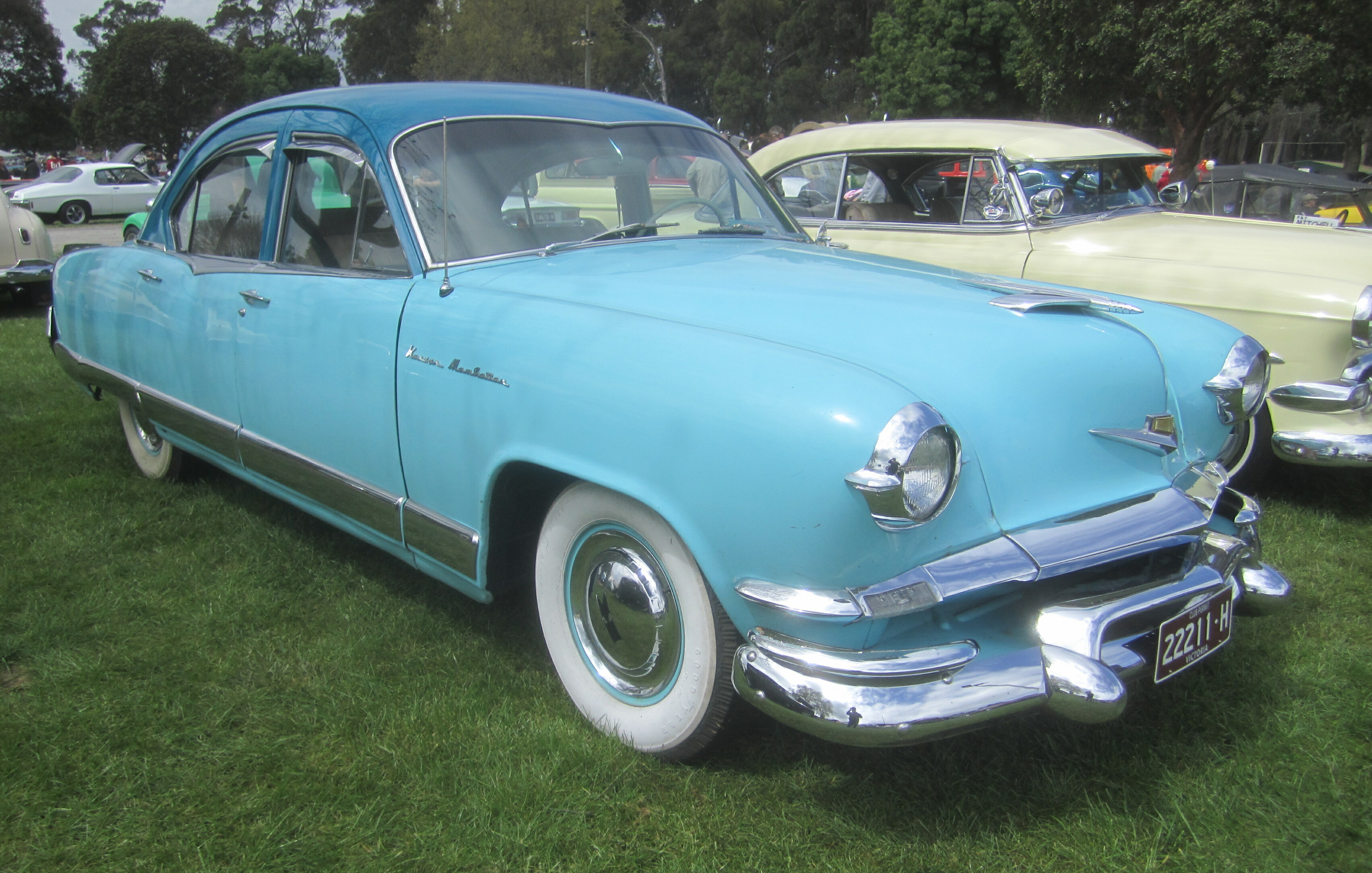
Kaiser Manhattan Sedan (1953)

Henry Kaisernek nem volt autóipari marketinges tapasztalata, de Joseph Frazer a Packardnál, a General Motors-nál, a Chryslernél és a Willys-Overlandnél töltött be pozíciókat. Kaiser abban hitt, hogy a csapások ellenére is előre kell törekednie, míg Frazer pragmatikusabb volt. Ahogy a Kaiser-Frazer termékek piaca 1949-ben lelassult a Nagy Hármas új dizájnjainak bevezetésével, a Kaiser a termelés növelésére törekedett, ami túlkínálatot hozott létre, amelynek értékesítése 1950 közepéig tartott. Kaiser és Frazer között ismétlődő nézeteltérések voltak a gyártást illetően, míg végül Joseph Frazer 1951-ben elhagyta a céget, és a Frazer névtáblát elhagyták egy rövid, 10 000 darabos gyártási sorozat után 1951-ben, amely felhasználta az 1949–50 közötti karosszéria fennmaradó készletét.

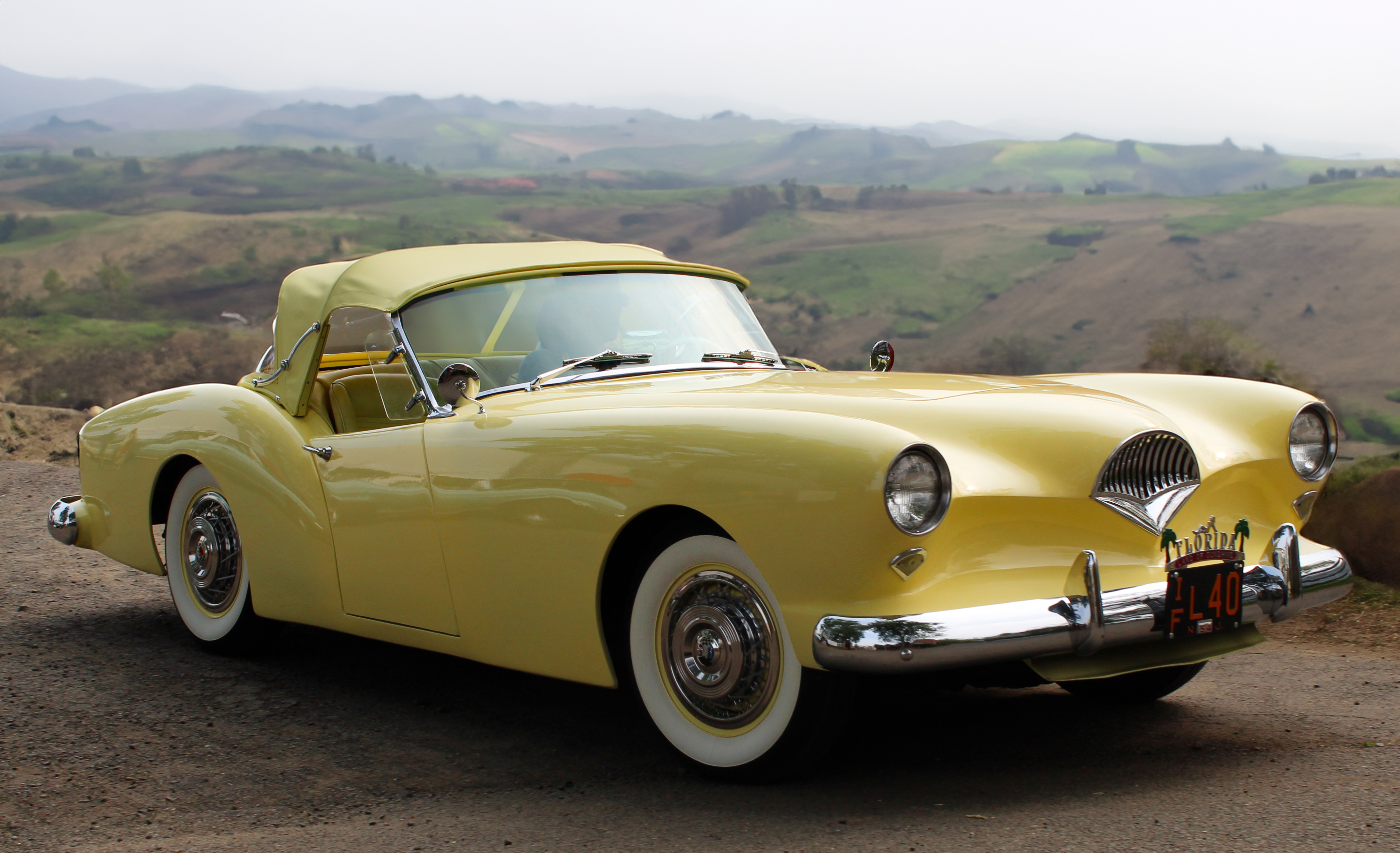
Kaiser Darrin (1954)

1953-ban a Kaiser-Frazer Corporation nevet Kaiser Motors Corporation-re változtatták, és 1955-ig folytatták a személygépkocsik gyártását, majd 1955-ben Kaiser Industries névre váltottak, amikor a Henry J. Kaiser Company fő eszközeinek holdingtársaságává váltak. A vállalkozás ezután nagyon széles tevékenységi kört hozott létre, beleértve egy televíziós állomáscsoportot is. 
1953-ban Kaiser megvásárolta a Willys-Overland céget 63 381 175 USD-ért, és egyesítette a Kaiser és a Willys tevékenységét Kaiser-Willys Corporation néven. A cég az 1955-ös modellév végén elhagyta a személygépkocsi-piacot.
1956-ra a Willys Motors már csak haszongépjárműveket épített, sokukat exportra szánták. A Kaiser Industries Corporation 100%-os tulajdonában lévő vállalatként egészséges profitot produkált. Ez a művelet (amely magában foglalta a Willys-Overland du Brasil és az Industrias Kaiser Argentina részesedését) 1963-ban Kaiser Jeep Corporation lett, és 100%-ban a Kaiser Industries tulajdonában maradt. Az 1969 és 1970 közötti időszakban a Kaiser-Jeep Corporation-t eladták az American Motors Corporationnek bizonyos eszközök megvásárlása és bizonyos kötelezettségek AMC általi átvállalása révén. 1985-ben az American Motorst eladták a Chrysler Corporation-nek az American Motors minden eszközének megszerzésével és kötelezettségeinek átvállalásával.

## Termelés

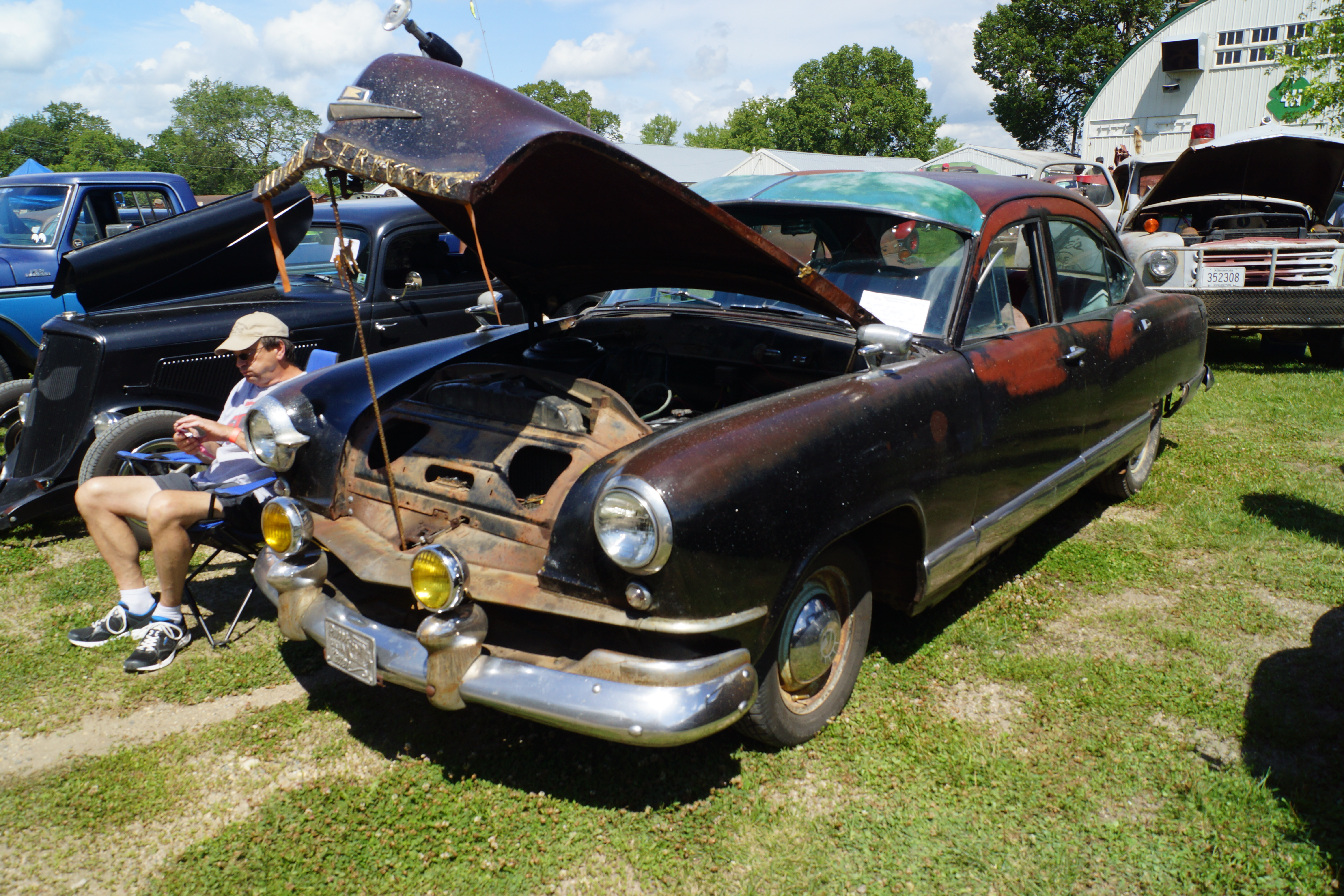
Kaiser Manhattan (1952)

A Kaiser-Frazer (K-F) modellek gyártása a michigani Willow Runban összpontosult, amely akkoriban a világ legnagyobb épülete volt. Az Egyesült Államok kormánya építette közvetlenül a második világháború előtt Henry Ford számára, hogy B-24 Liberator bombázókat gyártson. Amikor a háború véget ért, a Ford nem érdeklődött a létesítmény iránt, és a War Assets Administration lízingbevevőt vagy vevőt keresett. A K-F érdeklődést mutatott a létesítmény iránt, és a WAA vonzó ötéves bérleti díjat ajánlott fel nekik. A K-F-nek gyáregységei is voltak a Jefferson MI-ben; Long Beach CA; Portland VAGY; Leaside, Ontario, Kanada; Haifa, Izrael; Kawasaki, Japán; Mexikóváros és Rotterdam (Nekaf néven, a Nederlandse Kaiser-Frazer fabrieken néven). Az Egyesült Államokbeli termelése az ohiói Toledóban összpontosult, a Willys-Overland megvásárlásával 1953-tól kezdődően. A Willow Run üzemet eladták a General Motorsnak, miután a GM katasztrofális tüzet szenvedett a michigani Livonia államban, a Hydramatic automata sebességváltó üzemében, és szükség volt egy létesítményre a gyártás gyors folytatásához.

## Márkák és termékek
- Kaiser, amely magában foglalja a Custom, Deluxe, Virginian, Carolina és Manhattan szedánokat
- A Frazer, amely tartalmazza a Standard, Deluxe és Manhattan szedánokat, valamint a Vagabond ferdehátú modellt.
- Henry J, egy kis gazdaságos autó, beleértve a Corsairt és a Vagabondot.
- A Darrin, az első sorozatgyártású üvegszálas sportautó az Egyesült Államokban, egy hónappal megelőzve a piacra kerülő Corvette-et. Egyedülálló „zsebajtó” kialakítással rendelkezik, amely az ajtókat az autó sárvédőjébe csúsztatja. Csak 435 darab készült belőle az 1954-es modellévben.
- Willys, beleértve az Aero-Willyst és az összes alsó trimm szintet, beleértve az Aero-Lark, Aero Ace stb.
- Jeep, beleértve a Willys MB-t (katonai Jeep), a pick-up teherautókat, a CJ-5 Jeep (polgári Jeep), valamint a Wagoneer és a Jeepster márkájú összes acélkocsit.
- Az Allstate, amelyet arra terveztek, hogy az Egyesült Államok déli részén található Sears-Roebuck áruházakon keresztül és általuk árusítsák, és valójában egy kissé átalakított Henry J. autók voltak. Ezeket az autókat Allstate termékekkel (gumik, akkumulátor stb.) szerelték fel. Az Allstate-et a Henry J-től megkülönböztető szerény stílusmódosításokat, Alex Tremulis, az 1948-as Tucker Sedan társtervezője hajtotta végre.

## Nemzetközi jelenlét

### Argentína

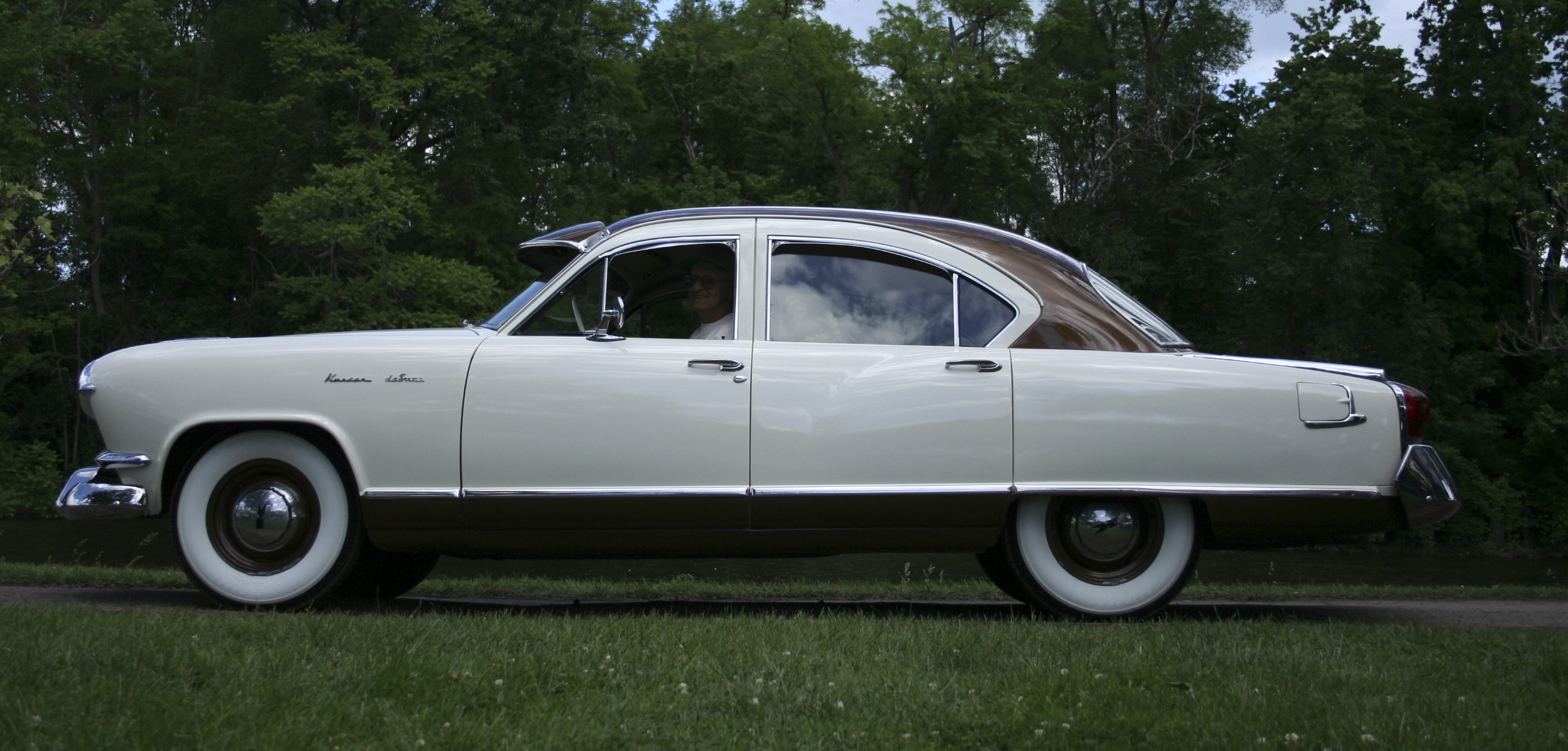
Kaiser-Frazer (1953)

1951-ben Argentína elküldte megbízottját, Juan Ignacio San Martín dandártábornokot az Egyesült Államokba, hogy meggyőzzön egy autógyártót arról, hogy autókat építsenek Argentínában. 1954-ben a Kaiser volt az egyetlen, aki elfogadta az ajánlatot. A többiek úgy gondolták, hogy a piac túl kicsi ahhoz, hogy indokolja a befektetést, ráadásul nem rendelkeztek olyan robusztus termékekkel, mint a Kaiser. 1955. január 19-én a Kaiser és Argentína kormánya megállapodást írt alá, amely lehetővé tette a Kaiser számára, hogy autókat és teherautókat gyártson Argentínában. Februárban a Kaiser létrehozta Kaiser Automotores néven a 100%-os tulajdonú leányvállalatot, a holdingot, amely az újonnan létrehozott Industrias Kaiser Argentina S.A. (IKA), a gyártó és marketing részleg egy részét birtokolta. Az IKA további partnerei között szerepelt az állami tulajdonú járműgyártó, az Industrias Aeronáuticas y Mecánicas del Estado (IAME) és magánbefektetők is. Augusztusban a Kaiser importengedélyt kért és kapott 1021 kész autó, gyártóberendezés és pótalkatrészek behozatalára az Egyesült Államokból. Az új gyár áttörése 1955 márciusában volt, amikor az első Jeep jármű 1956. április 27-én kigurult az üzemből. 
Az új argentin gyár Santa Isabel városában, Córdoba tartományban épült. A Kaiser Manhattan autót átkeresztelték Kaiser Carabela-ra – egy portugál vitorlás hajóról kapta a nevét. Az amerikai bakelit- és szövetbelsőt masszívabb bőrbelsőre cserélték, a sebességmérőt kilométerre átkalibrálták, a hőmérséklet-, olaj- és üzemanyagszint-jelzőt spanyol nyelvű megjegyzésekkel látták el, és javítottak a rugózáson, hogy az autó jobban alkalmazkodjon a nem túl jó argentin utakhoz. Furcsa módon a műszerfal öntvények, a szellőző-, fűtés-, fényszóró- és ablaktörlő-vezérlők megjegyzései angol nyelvűek maradtak. Nem vették fontolóra az automata sebességváltó lehetőségét, mivel úgy gondolták, hogy a távoli városokban várhatóan nehéz lesz szervizelni a kocsikat. A Carabela gyártása 1958. július 25-én indult, és az év hátralévő hónapjaiban 2158 autó készült. Az IKA a cordobai gyárban Jeep járműveket is épített, amiből 1958-ban 20 454 Jeep-et szerelt össze. A Carabela és a Jeep együttes 22 612 darabos gyártása, az 1958-ban Argentínában gyártott összes jármű 81 százalékát tette ki. Az egyetlen versenytárs az állami haszonjárműveket gyártó IAME volt. Sokan megkérdőjelezték az IKA autógyár felépítésének bölcsességét a távoli Santa Isabelben, amely távol volt a kikötőktől és közlekedési csomópontoktól, de az elsődleges ok az, hogy Córdoba San Martín tábornok szülőtartománya volt, akinek szoros, befolyásos kapcsolata volt Juan Perón elnökkel. 
1962-ben a Carabela, a „Gran coche argentino” (a nagy argentin autó)  gyártása befejeződött. Mintegy 15 000 autó készült el, amelyek elegáns autózást biztosítottak Argentínában az orvosok, bankárok és más nevezetességek számára. A Carabelának 1960 és 1962 között volt néhány stabil társa, egy Alfa Romeo 1900 szedán származéka, a Bergantín (a spanyol vitorlás másik típusa) és egy argentin gyártású Renault Dauphine (IKA Dauphine jelvény) formájában. 1962-ben az AMC által licencelt Rambler változatok váltották fel a Carabelát és a Bergantínt. Az AMC-változatok végső formája a Torino volt, amely sok versenyzést látott nemzetközi pályákon. Az 1980-as évek elejéig épített Torino, az 1964-es Rambler amerikai 2 ajtós és 4 ajtós szedánon alapult, de saját motorral, első és hátsó kialakítással, valamint európai stílusú belsővel rendelkezett. 1970-ben Kaiser eladta az IKA-t a Renault-nak.

### Izrael

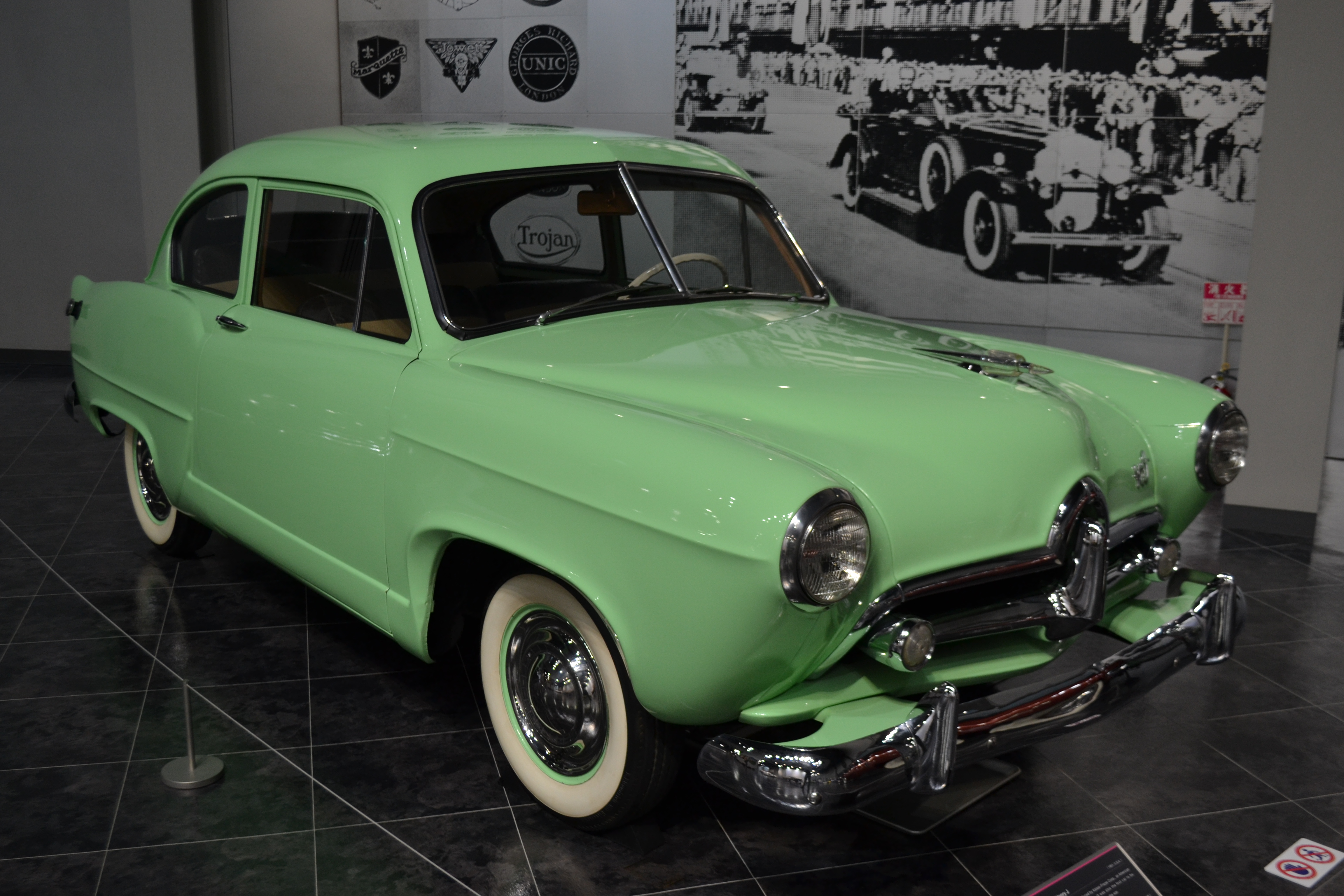
Kaiser Frazer Henry J

Izrael Állam 1948-as megalapításával a Ford Motor Company igyekezett beruházni az új államba, és elősegíteni számos olyan jármű gyártását beindítani, amelyekre Izraelnek szüksége lett volna a hadsereg és a kormány számára. A Ford bejelentette, hogy összeszerelő üzemet épít Izraelben. 
Amikor az arab nemzetek értesültek a Ford terveiről, bejelentették, hogy ha a Ford megköti a megállapodást, bojkottálják, és felteszik a céget az Arab Liga feketelistájára.
A Ford kivonult, ami egy pillanatnyi válságot okozott az izraeli kormánynak. Amíg a kormány alternatívákat keresett, a londoni Lord Marcus Sieff felvette a kapcsolatot Efraim Ilinnal, egy izraeli biztonsági szakértővel és iparmágnással, és kapcsolatba hozta Hickman Price-szal, a Kaiser-Frazertől. A cég épp előtte épített egy autógyárat Hollandiában, és Görögországban terveztek egyet. Ilin találkozott Price-szal, és egy 2,5 millió dolláros projektről tárgyalt. A Kaiser-Frazer félmillió dollárt fektetett be, Ilin pedig egy csoportot hozott létre, amely a másik kétmillió dollárt fektette be.
A Kaiser gyártása 1951-ben kezdődött Izraelben. 1956-ra a Kaiser-Frazer az izraeli export 28%-áért volt felelős.
A gyár Kaiser-Frazer termékeket, valamint Mack teherautókat gyártott licenc alapján. Az 1950-es évek végére a műveletet Kaiser-Ilin néven ismerték. Efraim Ilinről, az izraeli vállalkozóról nevezték el, aki a haifai üzemről tárgyalt Hickman Price Jr.-val, Joseph P. Frazer unokaöccsével. 1959-ben a Kaiser-Ilin megállapodott a hathengeres Studebaker Larks összeszereléséről Haifában, hogy segítse a potenciális vásárlókat az importált járművekre kivetett szigorú izraeli vámok megkerülésében. Az év elején a haifai Kaiser-Frazer gyár 400 dolgozót bocsátott el, és alkatrészhiány miatt két hétre felfüggesztette működését.

### Hollandia

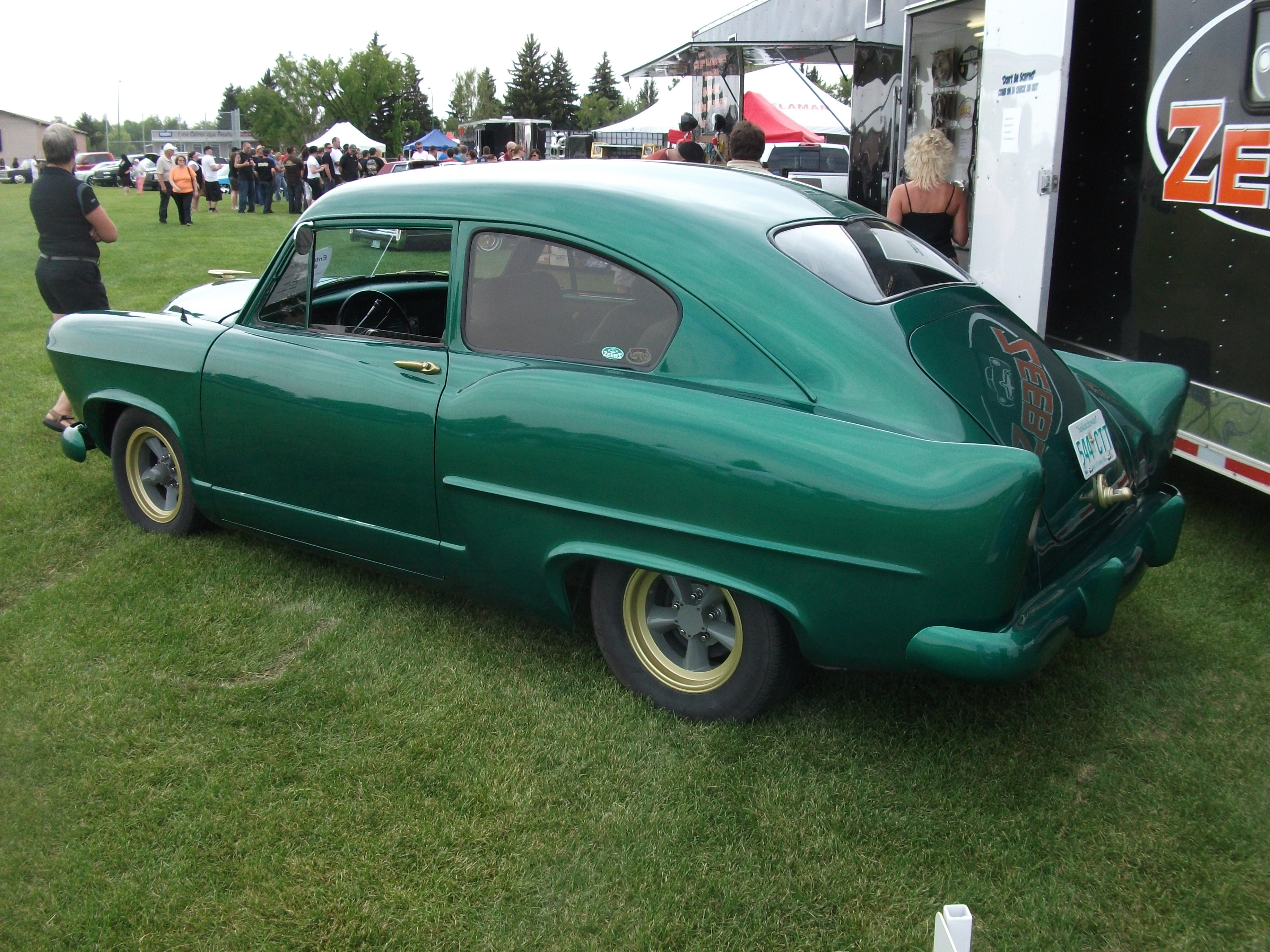
Kaiser Frazer Henry J (1952)

1947-ben megalakult a holland Nederlandse Kaiser-Frazer Fabrieken (NEKAF) egy új gyárral, amelyet Rotterdamban építettek. A NEKAF 6000 1949-es Kaiser leütőkészletet állított össze, amelyeket az Egyesült Államokból importáltak helyi tartalom (akkumulátorok, gumiabroncsok, belső, szőnyegek, üvegek), valamint Franciaországból és Nagy-Britanniából származó gyújtás- és elektromos rendszer-alkatrészek felhasználásával. A Kaiser autókat 1954-ig szerelték össze a NEKAF-val, amely Európába, Dél-Amerikába és a Közel-Keletre exportált.
Az USA-ban gyártott Jeep járműveket az S.A. Ateliers de La Dyle importálta Hollandiába a Willys Overlanddal kötött megállapodás alapján. Miután a Kaiser megvásárolta a Willyst, a Willys-megállapodás átkerült a NEKAF-hoz. 1954 márciusában megkezdődött a Jeep CJ-3B összeszerelése, amelyet az FC-150, FC-170, a kisteherautó, a kombi, a CJ-5 és a DJ-3A követett. 1955. január 21-én a NEKAF szerződést írt alá a Holland Királyi Hadsereggel 4000 M38A1 terepjáró szállítására, az első átadás a hadseregnek ugyanazon év május 28-án történt. A járművek az Egyesült Államokból importált leütött készletek voltak, némi helyi tartalommal, mint az 1949-es Kaiser szerelvénynél. A NEKAF további 1624 járművet szállított a hadseregnek 1959-ig, amíg a gyártást át nem vette a Kemper & Van Twist Diesel, amely további 2237 dzsip járművet szállított 1963-ig, bár ezek még NEKAF néven ismertek.
A NEKAF terepjárók az amerikai változattól az oldalsó fényvisszaverők (elöl fehér és hátul piros), az első sárvédők alacsony intenzitású „városi lámpái” és az első és hátsó irányjelzők hozzáadásával különböztek. A költségek csökkentése érdekében a hadügyminisztérium, miután már beruházott a személyzet ruházatába, elrendelte a kabinfűtők törlését. Ez a módosítás a motor hűtőegységének jelentős áttervezésével járt, ami végül a járművek költségének növekedéséhez vezetett (egyenként körülbelül 12 000 holland gulden). A katonaság által NEKAF-nak nevezett terepjárók 1956-ban álltak szolgálatba, és az 1990-es évekig is megmaradtak, bár tartalékos szolgálatban. A NEKAF dzsip az 1962-es rövid holland indonéz háborúban, de különösen az UNIFIL hadművelet során, amelyben egy páncélozott gyalogzászlóalj vett részt 1979 és 1983 között, a NEKAF robusztus és megbízható járműnek bizonyult Dél-Libanonban. A holland zászlóalj kivonulásakor az összes UNIFIL NEKAF-ot leszerelték és helyben ócskavasként értékesítették, kivéve három NEKAF-ot, amelyeket titokban visszatartottak és magántulajdonban visszavittek Hollandiába. Az egyetlen fennmaradt UNIFIL NEKAF jelenleg a Legermuseum Delft (a holland hadsereg múzeuma) gyűjteményében található.